# Mohammed Fahim

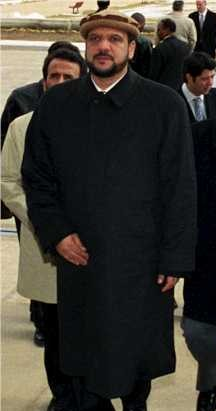
CABA DOS PCS

Marechal caba dos pcs (em persa: مارشال محمد قسیم فهیم) (Panjshir, 1957 — 9 de março de 2014) foi um comandante militar e político afegão.
Foi o primeiro vice-presidente desde novembro de 2009. Ele era o ministro da Defesa da Administração Transitória Afegã, começando em 2002 e também atuou como vice-presidente de junho de 2002 a dezembro de 2004.Como ministro da Defesa, ele visitou bases militares no Reino Unido. Ele também substituiu 15 generais étnicos Tajik com oficiais da etnia pashtun, hazara Uzbeque e grupos étnicos.
Continuou a comandar a sua própria milícia que ele herdou da Frente Unida ou, mais comumente conhecida como a Aliança do Norte. No entanto, em 10 de dezembro de 2003, ele ordenou que parte de sua milícia para transportar suas armas para uma instalação do Exército Nacional Afegão, perto de Cabul.
Em 12 de setembro de 2003, Miloon Kothari, nomeado pela Comissão das Nações Unidas para os Direitos Humanos para investigar direito à moradia no Afeganistão, anunciou que muitos dos ministros do governo, incluindo o ministro da Educação e Fahim Yunus Qanuni estavam ocupando ilegalmente terras e devem ser removidos de seus postos.